# Sauna Cave
Die Sauna Cave ist eine große Fumarole auf der antarktischen Ross-Insel. Sie liegt 450 m südöstlich des Western Crater von Mount Erebus in einer Höhe von 3569 m.
Neuseeländische Wissenschaftler nutzten die Höhle als Sauna und benannten sie so im Jahr 2001.